# Oxera
Oxera es un género de plantas con flores con 60 especies pertenecientes a la familia de las lamiáceas, anteriormente se encontraba en las verbenáceas.
Es nativo del suroeste del Pacífico.

## Especies seleccionadas
- Oxera baladica Vieill. (1863).
- Oxera balansae Dubard (1906).
- Oxera brevicalyx (Moldenke) de Kok (1999).
- Oxera cauliflora Deplanche ex Dubard
- Oxera crassifolia Guillaumin
- Oxera macrocalyx Dubard
- Oxera nuda Virot